# Jakob Röding
Jakob Röding, Jacob (ur. 18 stycznia 1725 w Linköping, zm. 12 lub 13 grudnia 1782 w Gdańsku) – szwedzki redaktor, urzędnik, dyplomata i pisarz.

## Życiorys
Syn Gustafa Jönssona Rödinga i Marii Ryy. Po ukończeniu szkoły podstawowej i liceum w Linköping zapisał się w 1742 na Uniwersytet w Uppsali (Uppsala universitet). W 1743 przybył do Sztokholmu zatrudniając się u królewskiego drukarza Petera Mommy w charakterze korektora i wychowawcy jego dzieci, który w 1948 powierzył mu współredagowanie gazety „Stockholm Gazette” i której został redaktorem naczelnym (1753-1758). W 1751 wstąpił do służby królewskiej, zostając urzędnikiem Biblioteki Królewskiej (Kungliga biblioteket) (1751-), a także asystentem królewskiego historyka (rikshistoriograf), następnie mianowany komisarzem królewskim w Gdańsku (1761-1782). Röding był też pisarzem politycznym i historycznym.